# 蔣琬 (明)
蔣 琬（しょう えん、1433年 - 1487年）は、明代の軍人。字は重器、号は筠清。本貫は揚州府江都県。

## 生涯
蔣義の子として生まれた。1449年（正統14年）1月、祖父の蔣貴が死去した。父の蔣義は病のため後を嗣ぐことができず、10月に蔣琬が定西侯の爵位を嗣いだ。1462年（天順6年）冬、侍衛として宮中での宿直を命じられた。1464年（天順8年）、平羌将軍の印を受け、総兵官として甘粛に駐屯した。甘州沙河に諸屯堡を築いた。
1472年（成化8年）、蔣琬は北京に召還され、協守南京となり、提督操江を兼任した。1474年（成化10年）、入朝して十二団営を監督した。ほどなく神機営の兵の統括を兼任した。北京の外城城壁の整備を求める上奏をおこなった。また豪右による良田の侵奪を厳禁するよう上奏した。1477年（成化13年）、京軍を率いて大同・宣府で秋の侵入警戒にあたった。時宜十数事を上奏し、いずれも成化帝に聞き入れられた。1479年（成化15年）、汪直とともに遼東の辺事を調査した。
1484年（成化20年）、克失と小王子が国境近くで遊牧すると、蔣琬は京営の兵を率いて警戒にあたった。克失と小王子が撤退すると、軍を返した。太保・兼太子太傅の位を加えられた。1487年（成化23年）8月、死去した。享年は55。涼国公の位を追贈された。諡は敏毅といった。著書に『筠清軒集』10巻・『奏議』2巻・『雑文』1巻があった。
子の蔣驥が定西侯の爵位を嗣いだ。